# George Kutarashvili
Pas d'image ? Cliquez ici

a Compétitions nationales et continentales officielles uniquement.

b Matchs officiels uniquement.
George Kutarashvili (en géorgien : გიორგი კუთარაშვილი), né le 27 mars 1978 à Mtskheta, est un joueur international géorgien de rugby à XV évoluant au poste de pilier.

## Biographie
Jusqu'alors joueur du SC Albi, il quitte le club à l'intersaison 2002 afin de rejoindre le Stade domontois. Après une saison, il s'engage avec l'US Oyonnax.
En 2004, il obtient sa première cape internationale avec l'équipe de Géorgie, affrontant le Portugal le 14 février 2004 au stade Mikheil-Meskhi.
Après avoir successivement évolué au Pays d'Aix RC puis au RC Toulon, il signe en 2007 en faveur du RC Narbonne.
Non prolongé par le club narbonnais après deux saisons,, il rejoint le RC Châteaurenard.
Il s'engage en cours de saison 2009-2010 avec l'US Dax en tant que joker médical avant de retourner au RC Châteaurenard.
Il intègre l'US Annecy à partir de la saison 2013-2014. Dans la foulée de sa retraite de joueur après une année, il reste au club pour en devenir l'entraîneur.
Lors de l'intersaison 2018, il est désigné nouvel entraîneur des avants du RC Annecy-le-Vieux.